# ローラ・カユーテ
ローラ・カユーテ（Laura Cayouette, 1974年7月11日 - ）アメリカ合衆国の女優である。
メリーランド州ローレルで生まれる。女優となる前は1990年代にユニバーサル・シティウォーク・ハリウッドの映画館で働いていた。

## フィルモグラフィ

### 映画
- 夕べの星 The Evening Star (1996)
- Lovelife (1997)
- Krippendorf's Tribe (1998)
- エネミー・オブ・アメリカ Enemy of the State (1998)
- ラブ・オブ・ザ・ゲーム For Love of the Game (1999)
- キル・ビル Vol.2 Kill Bill: Vol. 2 (2004)
- Daltry Calhoun (2005)
- デッド・フライト Flight of the Living Dead: Outbreak on a Plane (2007)
- ヘルライド Hell Ride (2008)
- ネバー・バックダウン2 Never Back Down 2 (2011)
- グリーン・ランタン Green Lantern (2011)
- ジャンゴ 繋がれざる者 Django Unchained (2012)
- ダーク・プレイス
Dark Places (2015)

### テレビシリーズ
- The Larry Sanders Show (1996) 第5シーズン第1話「Everybody Loves Larry」
- フレンズ Friends (1997) 第3シーズン第22話「レイチェルの勘違い!」
- 刑事ナッシュ・ブリッジス Nash Bridges (1999) 第4シーズン第21話「Vendetta」
- Martial Law (1999) 第2シーズン第8話「Call of the Wild」
- The Pretender (2000) 第4シーズン第12話「Lifeline」
- 犯罪捜査官ネイビーファイル JAG (2000) 第5シーズン第24話「Body Talk」